# Martin Chudý
Martin Chudý (ur. 23 kwietnia 1989 w Powaskiej Bystrzycy) – słowacki piłkarz występujący na pozycji bramkarza.

## Kariera klubowa
Chudý występował w klubach słowackich, czeskich, polskich i rumuńskich. Latem 2023 roku podpisał roczną umowę z Arką Gdynia.

## Sukcesy
Spartak Trnawa
- mistrzostwo Słowacji: 2017/18
- Puchar Słowacji: 2018/19